# AIBO
AIBO (Artificial Intelligence roBOt), u značenju Robot umjetne inteligencije, Aibo (na japanskom znači ljubav ili privrženost) je ime robotskog psa kojega je stvorila japanska tvrtka Sony. Prva inačica pojavila se 1999. godine. Aibo je autonomni robot i on je sposoban kretati se sam bez ljudske pomoći koristeći senzore za vid te senzore za otkrivanje prepreka. Aibo je također sposoban prepozati izgovorene naredbe, kao i prepoznati svoga vlasnika po glasu kao i po liku. Aibo je sposoban naučiti nove vještine kroz vanjske stimulanse ili kroz posebne programe napisane u programskom jeziku 'R-code' kojeg je razvila tvrtka Sony. Novije inačice Aiba opremljene su bežičnom ethernet vezom koja omogućava njegovo spajanje na LAN.

## Vanjske poveznice
- Sony-eva Internet stranica o Aibu  Arhivirana inačica izvorne stranice od 6. prosinca 2004. (Wayback Machine)